# Clint Marcelle
Clint Marcelle (Puerto España, Trinidad y Tobago, 9 de diciembre de 1968) es un exfutbolista y entrenador de fútbol de Trinidad y Tobago que jugaba en la posición de delantero.

## Carrera

### Club
| Periodo   | Club                            |
| --------- | ------------------------------- |
| 1989-1990 | United Petrotrin                |
| 1990-1991 | Académica de Coimbra            |
| 1991-1992 | RD Águeda                       |
| 1992–1993 | Vitoria Setubal                 |
| 1993–1994 | Rio Ave FC                      |
| 1994–1996 | FC Felgueiras                   |
| 1996–1999 | Barnsley FC                     |
| 1999      | → Scunthorpe United FC (cedido) |
| 2000      | Goole AFC                       |
| 2000–2001 | Hull City AFC                   |
| 2001–2002 | Darlington FC                   |
| 2002      | Harrogate Town FC               |
| 2002–2003 | Hucknall Town FC                |
| 2003      | Stevenage Borough FC            |
| 2003      | Ossett Town AFC                 |
| 2003–2004 | Scarborough FC                  |
| 2004      | Grimsby Town FC                 |
| 2005      | Tamworth FC                     |
| 2005      | Arnold Town FC                  |
| 2005      | Gainsborough Trinity FC         |
| 2005–2006 | Armthorpe Welfare FC            |

### Selección nacional
Jugó para Trinidad y Tobago en 19 ocasiones de 1992 a 2000 y anotó tres goles; participó en la Copa de Oro de la Concacaf 1998.

### Entrenador
| Periodo   | Club             |
| --------- | ---------------- |
| 2007–2010 | North East Stars |